# Danmark i olympiska sommarspelen 1964
Danmark deltog med 60 deltagare vid de olympiska sommarspelen 1964 i Tokyo. Totalt vann de sex medaljer och slutade på artonde plats i medaljligan.

## Medaljer

### Guld
- John Hansen, Bjørn Hasløv, Erik Petersen och Kurt Helmudt - Rodd, fyra utan styrman
- Ole Berntsen, Christian von Bülow och Ole Poulsen - Segling, dragon

### Silver
- Kjell Rodian - Cykling, linjelopp

### Brons
- Preben Isaksson - Cykling, förföljelselopp 4 km
- Peer Nielsen och John Sørensen - Kanotsport, C-2 1000 m
- Henning Wind - Segling, finnjolle